# 29562 Денмакдоналд
29562 Денмакдоналд (29562 Danmacdonald) — астероїд головного поясу, відкритий 22 лютого 1998 року.
Тіссеранів параметр щодо Юпітера — 3,228.